# Paratarrasius
Paratarrasius is een geslacht van uitgestorven straalvinnige beenvissen, behorend tot de Actinopterygii. Het leefde in het Midden-Carboon (ongeveer 330 miljoen jaar geleden) en zijn overblijfselen zijn gevonden in Montana, in de beroemde Bear Gulch-afzetting.

## Naamgeving
De typesoort Paratarrasius hibbardi werd in 1982 benoemd door Richard Lund en William Melton Jr. De geslachtsnaam betekent 'nabij Tarrasius'. De soortaanduiding eert Claude William Hibbard.
Het holotype is UM 5557, een skelet.

## Beschrijving
In vergelijking met veel andere basale beenvissen was het lichaam van Paratarrasius beslist bijzonder: het was aanzienlijk langwerpig, vergelijkbaar met dat van een paling. De schubben waren klein en dun, en de rijen schubben waren zeer talrijk in vergelijking met de lichaamssegmenten. De borstvinnen waren hoog geplaatst, langs de zijkant van het lichaam, op lange lobben. De buikvinnen waren totaal afwezig, terwijl een zeer lange doorlopende structuur aanwezig was, gevormd door de aarsvin, de rugvin en de staartvin. De kop van Paratarrasius was vrij klein en rond, met een kleine mond en stevige, beitelvormige tanden.

## Fylogenie
De schedelkenmerken van Paratarrasius tonen hem als een bijzonder basale beenvis, maar de eigenaardige vorm van het lichaam laat niet toe om hem in meer specifieke bekende groepen in te delen. De enige soortgelijke vorm is de Schotse Tarrasius problematicus. Deze twee vissen worden samen ingedeeld in de kleine orde van de Tarrasiiformes.

## Levensstijl
Het lange en extreem flexibele lichaam, de lange en lage vinnen en de korte schedel met sterke tanden suggereren dat Paratarrasius een nogal zwakke zwemmer was, die zich door een beweging van het hele lichaam voortbewoog. Waarschijnlijk kon dit dier zowel voorwaarts als achterwaarts gelijkmatig bewegen en leefde in een habitat bestaande uit rifwateren, bevolkt door sponzen.